# VI symfonia Schuberta
VI symfonia C-dur (D 589) – szósta symfonia napisana przez Franza Schuberta, która ukończona została w lutym 1818 roku. W odróżnieniu od IX Symfonii Wielkiej, napisanej również w tonacji C-dur, określana jest często mianem Małej.

## Premiera
Symfonia została wykonana po raz pierwszy na prywatnym koncercie przez Das Hatwig'sche Orchester pod batutą Josefa Ottera. Jej premiera w Hofburgu w 1828 roku, już po śmierci kompozytora, okazała się dużym sukcesem.

## Muzyka
Symfonia jest przeznaczona na dwa flety, dwa oboje, dwa klarnety, dwa fagoty, dwa rogi, dwie trąbki, kotły oraz instrumenty smyczkowe. Składa się z czterech części:
1. Adagio – Allegro (392 taktów)
2. Andante, w F-dur (134 taktów)
3. Scherzo: Presto (170 taktów); Trio: Piu lento (Trio w E-dur) (80 taktów)
4. Allegro moderato (564 taktów).